# Perxa (pilota)
La perxa és una modalitat de la pilota valenciana d'estil directe, sense una meitat del camp preestablerta, sinó que aquesta s'ha de marcar primer i guanyar després.

## Difusió
La "perxa" és fonamentalment jugada a les comarques de la Marina Alta i Baixa, i l'Alcoià, però degué tenir una major difusió pel fet de conéixer-se tant al nord del País Valencià com a Les Alcubles (els Serrans), on és anomenada com a palico.

## Història
La "perxa" és una evolució del joc a ratlles per antonomàsia, les Llargues. Més tard, però, ha esdevingut un precedent de la Galotxa.

## Regles
Tant la pilota com les regles de la "perxa" són les mateixes que a les llargues, amb l'especifitat de la treta.

### La treta
En la "perxa", la treta no la fa el jugador anomenat "banca" des de la seua "ratlla de quinze", sinó que un jugador que rep el nom de feridor, el qual, per a començar el "quinze", ha de llençar la pilota des d'una zona delimitada per sobre d'una corda que creua longitunidalment el carrer (a una altura d'entre 2,4 i 3m) perquè caiga sobre un dau, un rectangle de vora 1,5m d'ample per 3 de llarg en la cantonada esquerra darrere del "quinze del rest".
És, doncs, una mena de traure molt semblant a la Galotxa i a l'Escala i corda, de les quals és precursora.

## Competicions
- Lliga a Perxa